# Tremembichthys
Tremembichthys è un genere estinto di pesci ossei appartenente alla famiglia dei Cichlidae, vissuto tra l’Eocene e il Miocene in Sud America. 

## Descrizione
Tremembichthys è un ciclide dal corpo alto. Presenta due ossa supraneurali. Il processo ascendente del premascellare è più lungo del margine dentato e mostra un processo articolare moderatamente differenziato. I denti della mascella sono unicuspidati. Le scaglie sul preopercolo sono assenti. Il numero di raggi delle pinne pettorali è compreso tra 13 e 14. La pinna dorsale possiede 15 spine. La pinna anale ha meno di 15 raggi in totale, con un massimo di 4 spine. L’arco emale sostiene da tre a quattro pterigiofori della pinna anale. La pinna caudale è tronca o subtronca, con tre raggi dorsali procurrenti. Il peduncolo caudale contiene almeno un centro vertebrale completo e uno parziale. Il numero di vertebre addominali varia tra 13 e 15, e quello delle vertebre caudali è uguale o superiore. L’ultima costa pleurale è situata sull’ultima o penultima vertebra addominale. Il primo arco emale si trova sulla prima vertebra caudale.

## Classificazione
Il genere Tremembichthys è stato istituito da Silva Santos e Santos nel 1993 per accogliere la specie precedentemente descritta come Aequidens pauloensis da Schaeffer nel 1947, rinvenuta negli scisti lacustri della Formazione Tremembé, all’interno del Bacino di Taubaté, nel sud-est del Brasile.
Studi geologici e paleontologici hanno associato l’origine del Bacino di Taubaté all’apertura dell’Oceano Atlantico. I sedimenti della Formazione Tremembé sono stati datati all’intervallo Oligocene–Miocene (Lima et al., 1985; Lundberg et al., 1998; Riccomini et al., 2004; Soria & Alvarenga, 1989). In precedenza, Silva Santos e Oliveira (1974) avevano proposto l’assegnazione della specie al genere moderno Geophagus, basandosi sulla sua morfologia generale, ma in seguito Silva Santos e Santos riconobbero l’unicità della morfologia del fossile e crearono il genere Tremembichthys.
Oltre alla specie tipo Tremembichthys pauloensis è nota una seconda specie, Tremembichthys garciae, che proviene dalla Formazione Entre-Córregos nel Bacino Terziario di Aiuruoca, datata tra Eocene e Oligocene.